# Chashkel
A la mitologia selknam, Chashkel, Chaskilts o Čàskels era un gegant antropòfag.
Era temut pels seus contemporanis a causa del seu poder enorme. Adversari per excel·lència de Kwànyip, va ser derrotat per aquest en salvar els seus nebots, els germans Sasan.

## Mitologia

### Origen
Chashkel vivia a la vora del riu Mac Lennan, a la província argentina de Terra del Foc, Antàrtida i Illes de l'Atlàntic Sud. Es diu que actualment en aquell lloc és possible trobar molts ossos dispersos, de les persones que el gegant devorava.

### Els seus gossos
Chashkel tenia diversos gossos als quals ensinistrava especialment per perseguir i matar persones. Aquests gossos devoraven les seves preses, o bé les portaven a la cabanya del gegant.

### Combat contra Kwányip i Chashkel
Segons explica el mite, Chashkel va segrestar els germans Sasan, nebots de Kwànyip, i els va mantenir com a esclaus a la cabanya, on els obligava a esbudellar i netejar les entranyes dels cadàvers humans que portava. Kwànyip, en assabentar-se'n, es va dirigir a la cabanya de Chashkel per rescatar els seus nebots. Aprofitant un descuit de Chashkel, els germans Sasan van fugir de la cabanya del gegant cap a un amagatall assenyalat per Kwànyip. Chashkel, en adonar-se de la desaparició dels germans, va anar darrere seu. Kwànyip li va parar un parany, atrapant-lo en un fangar i posteriorment congelant-lo. Chashkel va quedar fatigat intentant escapar del parany i després Kwànyip va aprofitar l'oportunitat per fracturar la seva columna vertebral. Els germans Sasan van sortir del seu amagatall i, cadascun amb una fona, van llançar una pedra als ulls del gegant, dels quals, un cop destruïts, van néixer mosques.